# Філатовське
Філа́товське (рос. Филатовское) — село у складі Сухолозького міського округу Свердловської області.
Населення — 1060 осіб (2010, 1163 у 2002).
Національний склад населення станом на 2002 рік: росіяни — 92 %.